# Distretto di Aïn Tedles
Il distretto di Aïn Tedles è un distretto della Provincia di Mostaganem, in Algeria.

## Comuni
Il distretto di Ain Tedles comprende 4 comuni:
- Aïn Tedles
- Sour
- Sidi Belattar
- Oued El Kheir